# James Gang

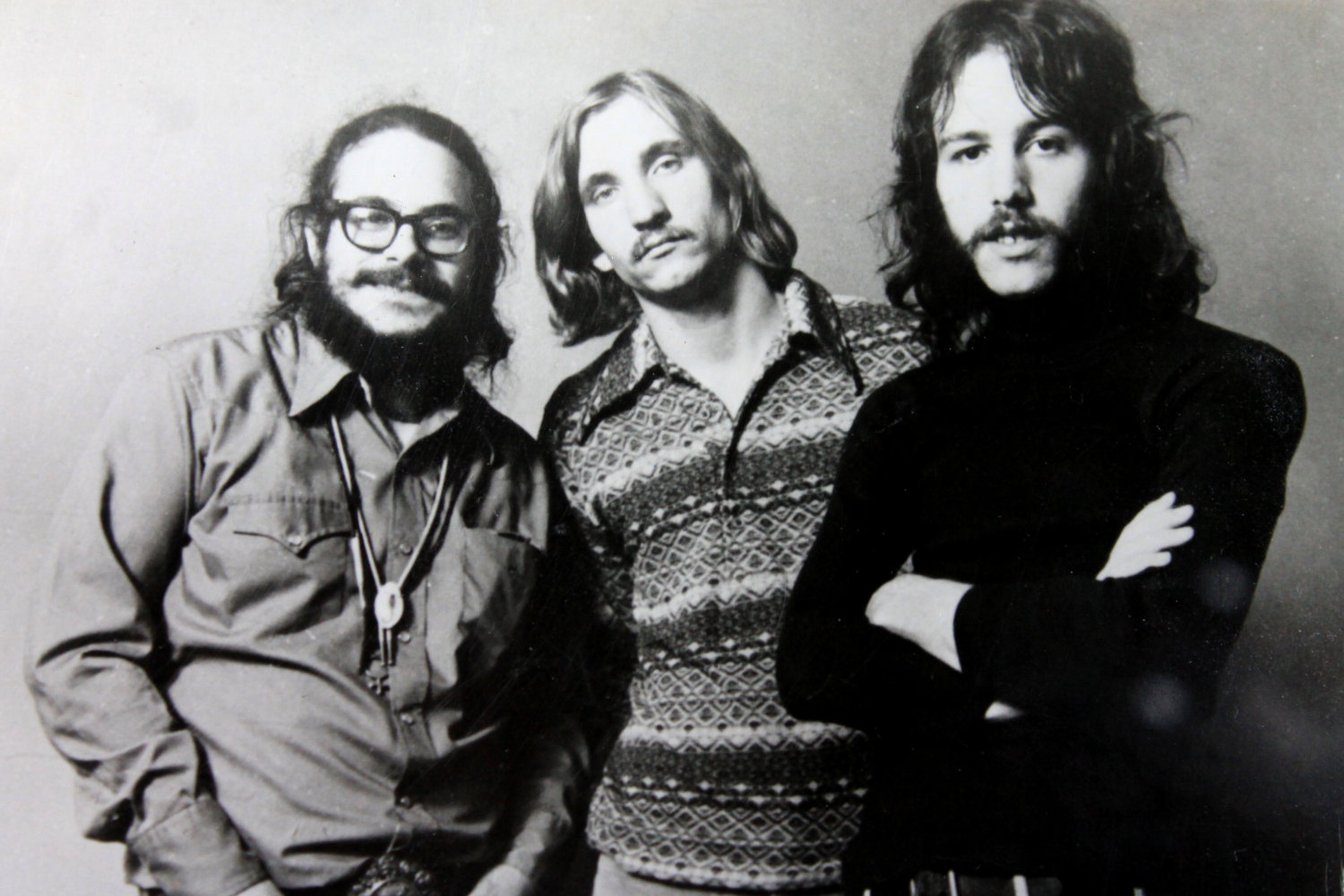
James Gang: Jim Fox, Joe Walsh, Dale Peters (um 1970)

Die James Gang (benannt nach der Bande von Jesse James) war eine US-amerikanische Rockband, die in Cleveland, Ohio im Jahre 1966 gegründet wurde.

## Bandgeschichte
Die Originalbesetzung der Band bestand aus Jim Fox (Schlagzeug), Tom Kriss (E-Bass), Ronnie Silverman (Gitarre), Phil Giallombardo (Keyboard) und Glen Schwartz (Gitarre). In dieser Besetzung wurde kein Album veröffentlicht. 
1968 ersetzte Joe Walsh Glen Schwartz, der Mitgründer von Pacific Gas & Electric geworden war. Mit Walsh erfolgte die erste Veröffentlichung Yer-Album. 1969 wurde das Album James Gang rides again mit den beiden Hits Funk#49 und The Bomber veröffentlicht. Die James Gang tourte als Vorgruppe von The Who während deren England-Tour. Nach Veröffentlichung zwei weiterer Alben verließ Walsh die Band, um nach einer kurzen Solokarriere zu den Eagles zu stoßen.
Nach einigen weiteren Neu-/Umbesetzungen, u. a. mit Tommy Bolin, löste sich die Band 1976 auf. In der Besetzung Walsh/Peters/Fox kam es 1996 zu einer Reunion, mit Auftritten in der Drew Carey Show (1998–99) und der Rock and Roll Hall of Fame (2001). 2006 tourte die Band in den USA, mit Liveauftritten in der Howard Stern Radio Show. Am 3. September 2022 hatte die Band nach über 15 Jahren wieder einen gemeinsamen Auftritt im Rahmen des Taylor Hawkins Tribute Concerts.

## Diskografie

### Studioalben
| Jahr | Titel                  | Höchstplatzierung, Gesamtwochen, AuszeichnungChartsChartplatzierungen (Jahr, Titel, Platzierungen, Wochen, Auszeichnungen, Anmerkungen) | Anmerkungen |
| Jahr | Titel                  | US | Anmerkungen |
| ---- | ---------------------- | --- | ----------- |
| 1969 | Yer’ Album             | US83 (24 Wo.)US |             |
| 1970 | James Gang Rides Again | US20 Gold · (66 Wo.)US |             |
| 1971 | Thirds                 | US27 Gold · (30 Wo.)US |             |
| 1972 | Straight Shooter       | US58 (18 Wo.)US |             |
| 1972 | Passin’ Thru           | US72 (15 Wo.)US |             |
| 1973 | Bang                   | US122 (18 Wo.)US |             |
| 1974 | Miami                  | US97 (10 Wo.)US |             |
| 1975 | Newborn                | US109 (9 Wo.)US |             |
| 1976 | Jesse Come Home        | US—US |             |

### Livealben
| Jahr | Titel                      | Höchstplatzierung, Gesamtwochen, AuszeichnungChartsChartplatzierungen (Jahr, Titel, Platzierungen, Wochen, Auszeichnungen, Anmerkungen) | Anmerkungen |
| Jahr | Titel                      | US | Anmerkungen |
| ---- | -------------------------- | --- | ----------- |
| 1971 | James Gang Live in Concert | US24 Gold · (16 Wo.)US |             |

### Kompilationen
| Jahr | Titel                               | Höchstplatzierung, Gesamtwochen, AuszeichnungChartsChartplatzierungen (Jahr, Titel, Platzierungen, Wochen, Auszeichnungen, Anmerkungen) | Anmerkungen |
| Jahr | Titel                               | US | Anmerkungen |
| ---- | ----------------------------------- | --- | ----------- |
| 1973 | The Best Of ... featuring Joe Walsh | US79 (16 Wo.)US |             |
| 1973 | 16 Greatest Hits                    | US181 (5 Wo.)US |             |

Weitere Kompilationen
- 1997: Funk #49
- 1998: The Best of James Gang (DCD)

### Singles
| Jahr | Titel Album                     | Höchstplatzierung, Gesamtwochen, AuszeichnungChartsChartplatzierungen (Jahr, Titel, Album, Platzierungen, Wochen, Auszeichnungen, Anmerkungen) | Anmerkungen |
| Jahr | Titel Album                     | US | Anmerkungen |
| ---- | ------------------------------- | --- | ----------- |
| 1970 | Funk #49 James Gang Rides Again | US59 (10 Wo.)US |             |
| 1971 | Walk Away Thirds                | US51 (10 Wo.)US |             |
| 1971 | Midnight Man Thirds             | US80 (4 Wo.)US |             |
| 1973 | Must Be Love Bang               | US54 (11 Wo.)US |             |

Weitere Singles
- 1969: I Don’t Have the Time
- 1969: Funk #48
- 1972: Looking for My Lady
- 1972: Had Enough
- 1973: Got No Time for Trouble
- 1974: Standing in the Rain
- 1974: Cruisin’ Down the Highway